# Das Traumhotel – Dubai – Abu Dhabi
Dubai – Abu Dhabi ist der Titel eines deutsch-österreichischen Liebesfilms aus dem Jahr 2007. Der Fernsehfilm ist der achte Teil der Filmreihe Das Traumhotel.

## Handlung
Generalmanager Markus Winter besucht das Emirates Palace Hotel seiner Siethoff-Gruppe in den Arabischen Emiraten. Zum einen möchte er durchgeführte Renovierungen begutachten, zum anderen stehen ihm Vertragsverhandlungen mit seinem Touristikpartner World Wide Tours ins Haus. Seine Verhandlungspartnerin ist zum ersten Mal die knallharte und unnahbare Geschäftsfrau Sarah Reimers, die das Konzept des Hotels von edler Luxusherberge auf Massentourismus umstellen und massiv Kosten sparen möchte. Markus muss sich einiges einfallen lassen, um Frau Reimers von der Einzigartigkeit seiner Hotelanlage zu überzeugen. Schließlich brechen ein Ausflug durch die Wüste und eine Übernachtung in einem Beduinencamp das Eis.
Anna Rothmann ist Innenarchitektin und Dekorateurin im Emirates Palace Hotel. Seit geraumer Zeit führt sie eine romantische Brieffreundschaft und freut sich auf den Besuch des scheinbaren Brieffreundes Maximilian König, in dessen Schreiben sie eine verwandte Seele entdeckt zu haben glaubt. Als Maximilian mit seinem Freund Holger Ritter anreist, stellt sie bald fest, dass er ein völlig anderer Mensch ist, als seine Briefe vermuten ließen. Der Max aus den Briefen ist einfühlsam, gebildet und ein Kunstkenner, Eigenschaften, die dem wahren Max völlig abgehen. Wie sich bald herausstellt, hat nicht Max, sondern Holger die Briefe geschrieben. Anna und Holger finden sich auf Anhieb sympathisch und nach einigen Turbulenzen auch zueinander.
Die allein erziehende Renate Frey möchte ihrem Sohn Tobias endlich seinen Vater Lutz Kemper vorstellen. Lutz, der nicht weiß, dass er einen Sohn hat, arbeitet in Dubai als Bootsbauer und führt Bootsausflüge durch. Auf einem dieser Ausflüge lernen sich Lutz und Tobias kennen und schätzen, nichtahnend, dass sie Vater und Sohn sind. Bis aus Renate, Lutz und Tobias eine Familie wird, müssen aber noch einige Hindernisse überwunden werden.

## Produktion
Das Traumhotel – Dubai – Abu Dhabi wurde 2006 in Dubai, Abu Dhabi gedreht. Die Kostüme schuf Ingrida Bendzuk, das Szenenbild stammt von Walter Dreier. Der Film erlebte seine Premiere am 2. Februar 2007 im Ersten.

## Kritik
Für TV Spielfilm ist die Traumhotel-Episode Dubai – Abu Dhabi ein „Bewegter Reiseprospekt auf Operettenniveau“.